# Gianluca Galassi
Gianluca Galassi (ur. 24 lipca 1997 w Trydencie) – włoski siatkarz, reprezentant kraju, grający na pozycji środkowego. 

## Sukcesy klubowe
Puchar Włoch:
- 2019

Liga włoska:
- 2019, 2024[4]

Puchar CEV:
- 2022[5]

Puchar Challenge:
- 2024[6]

## Sukcesy reprezentacyjne
Mistrzostwa Europy kadetów:
- 2015

Olimpijski festiwal młodzieży Europy:
- 2015

Letnia Uniwersjada:
- 2019

Mistrzostwa Europy:
- 2021
- 2023[7]

Mistrzostwa Świata:
- 2022

Liga Narodów:
- 2025[8]

## Nagrody indywidualne
- 2016: Najlepszy środkowy Mistrzostw Europy Juniorów
- 2022: Najlepszy środkowy Mistrzostw Świata[9]